# Windows NT 4.0
Windows NT 4.0 är ett operativsystem från Microsoft som började saluföras 1996. I princip rörde det sig om kärnan från Windows NT 3.51 som fått en rejäl ansiktslyftning à la Windows 95. Det är ett 32-bitars operativsystem för både arbetsstationer och servrar. Supporten upphörde 30 juni 2004.

## Historia
Efterföljaren till Windows NT 3.51 var Windows NT 4.0. Operativsystemet introducerade användargränssnittet från Windows 95.
Windows NT 4.0 är den sista versionen av Microsoft Windows att stödja Alpha, MIPS eller PowerPC-processorer.
Windows NT 4.0 var länge i bruk hos många företag under ett antal år, trots Microsofts ansträngningar för att få kunderna att uppgradera till Windows 2000. Det var också den sista utgåvan i Windows NT-serien med varumärket Windows NT, även om Windows 2000 bär beteckningen "Built on NT Technology".

## Funktioner
Windows NT 4.0 bjöd på många prestandaförbättringar jämfört med tidigare system. Den innehöll även följande funktioner:
- Crypto API
- Telephony API 2.0
- DCOM
- Microsoft Transaction Server
- Microsoft Message Queuing (MSMQ), vilket förbättrade kommunikationer.
- Winsock 2 och förbättringar för TCP/IP
- Support för defragmentering av filsystemet.

Windows NT 4.0 var även det första operativsystemet att skeppas med DirectX som standard. Inledningsvis fanns DirectX version 2, medan version 3 av DirectX skeppades med Service Pack 3 som fanns tillgängligt från 1997. Stöd fanns för OpenGL.
Windows NT 4.0 kom med webbläsaren Internet Explorer 2.0.

## Varianter

### För servrar
- Windows NT 4.0 Server, som släpptes 1996, utvecklades för småskaliga affärssystemservrar.
- Windows NT 4.0 Enterprise Server, som släpptes 1997 föregick Datacenter-grenen i Windows serverfamilj. Enterprise Server utvecklades för nätverk med högintensiv belastning.
- Windows NT 4.0 Terminal Server, som släpptes 1998, är ett NT-baserat operativsystem som möjliggör fjärranslutning till en maskin, varefter användaren använder sin lokala terminal precis som om han satt vid fjärrdatorn. Denna funktion implementerades som Terminal Services (i Windows 2000), och Remote Desktop (Windows XP och Server 2003).

### Övriga
- Windows NT 4.0 Embedded utvecklades för intelligenta automater som bankomater och biljettmaskiner.
- Windows NT 4.0 Workstation utvecklades för att användas som allmänt operativsystem på professionella arbetsstationer

## Service pack
Microsoft utvecklade flera service pack för Windows NT 4.0. Dessa har lagt till förbättringar och nya funktioner, t.ex förbättring av IIS, smartkortsupport och förbättringar av användarprofiler.
| Service pack           | Utgivningsdatum  |
| ---------------------- | ---------------- |
| Service Pack 1 (SP1)   | 16 oktober 1996  |
| Service Pack 2 (SP2)   | 14 december 1996 |
| Service Pack 3 (SP3)   | 15 maj 1997      |
| Service Pack 4 (SP4)   | 25 oktober 1998  |
| Service Pack 5 (SP5)   | 4 maj 1999       |
| Service Pack 6 (SP6)   | 22 november 1999 |
| Service Pack 6a (SP6a) | 30 november 1999 |